# 圣热尔米耶 (热尔省)
圣热尔米耶（法語：Saint-Germier，法語發音：[sɛ̃ ʒɛʁmje]）是法国热尔省的一个市镇，属于欧什区。

## 地理
圣热尔米耶（43°40'1"N, 0°57'3"E）面积7.05 平方千米，位于法国奧克西塔尼大區热尔省，该省份为法国西南部内陆省份，北起顺时针与洛特-加龙省、塔恩-加龙省、上加龙省、上比利牛斯省、大西洋比利牛斯省和朗德省接壤。
与圣热尔米耶接壤的市镇（或旧市镇、城区）包括：锡拉克、卡通维耶勒、埃斯科讷伯夫、罗克洛尔圣欧班、图镇、图热。

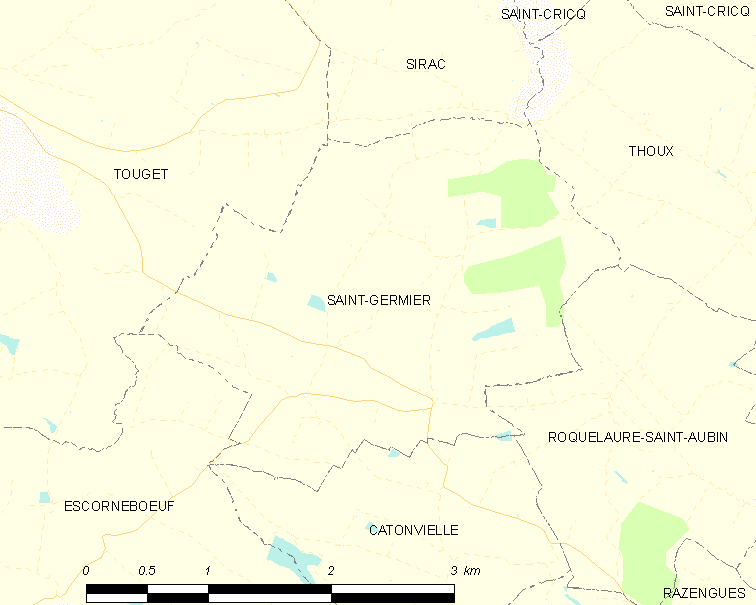
的OSM定位图

圣热尔米耶的时区为UTC+01:00、UTC+02:00（夏令时）。

## 行政
圣热尔米耶的邮政编码为32200，INSEE市镇编码为32379。

## 政治
圣热尔米耶所属的省级选区为日莫讷-阿拉茨县。

## 人口

1962-2008年间人口变化图示

圣热尔米耶于2022年1月1日时的人口数量为216人。